# Dihlabeng Local Municipality
Dihlabeng (englisch Dihlabeng Local Municipality) ist eine Lokalgemeinde im Distrikt Thabo Mofutsanyana, Provinz Freistaat, Südafrika. Der Verwaltungssitz befindet sich in Bethlehem. Lindiwe Makhalema ist die Bürgermeisterin.
Der Gemeindename leitet sich vom Sesotho-Wort „Metsi a Dihlaba“, womit das Wasser des Little Caledon River oder des Lesotho Highlands Water Project sowie des As River gemeint ist, durch das einige Orte im Gemeindegebiet versorgt werden. Das Gemeindegebiet grenzt an einen Abschnitt des nördlichen Lesotho.

## Städte und Orte
Die Namen der dazugehörigen Townshipsiedlungen sind in Klammern angegeben.
| - Bakenpark - Belmont - Bethlehem (Bohlokong, Bakenpark) - Bohlokong - Clarens (Kgubetswana) - Fateng-Tse-Ntsho - Fouriesburg (Mashaeng) - Giyani | - Groenvoerlande - Ithoballe - Jordania - Mashaing - Masjaing - Mautse - Morelig - Paul Roux (Fateng-Tse-Ntsho) | - Phumlamqashi - Rosendal (Mautse) - Theronville - Thorisong - Vaalbank - Vuka |

## Bevölkerung
Im Jahr 2011 hatte die Gemeinde 128.704 Einwohner in 38.593 Haushalten auf einer Gesamtfläche von 4879,97 km². Davon waren 87,4 % schwarz, 10,4 % weiß und 1,5 % Coloured. Erstsprache war zu 75,5 % Sesotho, zu 11,6 % Afrikaans, zu 4,7 % isiZulu und zu 2,4 % Englisch.

## Sehenswürdigkeiten
- Wolhuterskop Game and Nature Reserve
- Die Berglandschaft bei Clarens wird als die „Schweiz von Südafrika“ bezeichnet.[3]